# Xingping
Xingping (兴平市S, XīngpíngP) è una città-contea della Cina, situata nella provincia dello Shaanxi e amministrata dalla prefettura di Xianyang.